# Marie von Schwarzburg-Rudolstadt

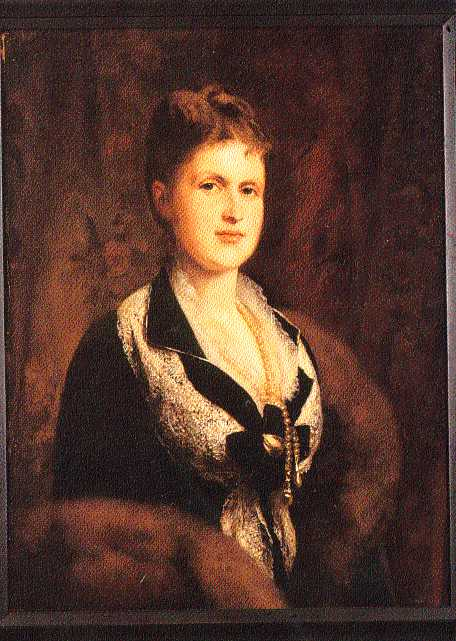
Marie von Schwarzburg-Rudolstadt, um 1880

Marie Karoline Auguste Prinzessin von Schwarzburg-Rudolstadt (* 29. Januar 1850 in Rudolstadt; † 22. April 1922 in Den Haag) war das älteste Kind von Prinz Adolph von Schwarzburg-Rudolstadt (1801–1875) und Prinzessin Mathilde von Schönburg-Waldenburg (1826–1914).

## Leben
1868 heiratete sie den 45-jährigen Großherzog Friedrich Franz II. von Mecklenburg [-Schwerin]. Sie war seine dritte Frau und wurde dadurch Großherzogin von Mecklenburg im Landesteil Mecklenburg-Schwerin. Nach sieben Kindern aus früheren Ehen des Großherzogs gingen aus dieser Ehe vier Kinder hervor:
- Elisabeth Alexandrine Mathilde (1869–1955);

⚭ 1896 Großherzog Friedrich August von Oldenburg (1852–1931)
- Friedrich Wilhelm (1871–1897)
- Adolf Friedrich (1873–1969)

⚭ 1917 Prinzessin Viktoria Feodora Reuß (1889–1918)
⚭ 1924 Elisabeth zu Stolberg-Roßla (1885–1969), Witwe seines Halbbruders Johann Albrecht.
- Heinrich (1876–1934);

⚭ 1901 Königin Wilhelmina der Niederlande (1880–1962)
Ihr Ehemann förderte ab 1872 das zu Ehren Maries benannte Marienstift in der Prophetenstraße 29 zu Jerusalem, das erste Kinderkrankenhaus in Palästina. 

Als ihr Mann 1883 starb, überlebten ihn drei erwachsene Söhne und eine in Russland verheiratete Tochter aus seiner 1. Ehe und Marie mit ihren vier 7- bis 13-jährigen Kindern.
Auf ihrem Witwensitz in Raben Steinfeld lebte sie ab 1910 zusammen mit ihrer Tochter Elisabeth, der Großherzogin von Oldenburg, der eine Rückkehr nach Oldenburg und der Umgang mit ihren Kindern verweigert wurde.
1922 starb Marie von Schwarzburg-Rudolstadt in Den Haag, wo sie sich anlässlich des 46. Geburtstags ihres Sohnes Heinrich, des niederländischen Prinzgemahls, aufhielt. Der Sarg mit den sterblichen Überresten wurde vom Palais Noordeinde zum Bahnhof gebracht, von wo aus er nach Deutschland überführt wurde.

## Auszeichnungen
- Hausorden der Wendischen Krone Großkreuz-Dame[1]
- Gedächtnismedaille für den hochseligen Großherzog Adolf Friedrich V.
- Russischer Orden der Heiligen Katharina
- Louisenorden
- Hausorden von Oranien, Großkreuz
- Verdienstkreuz für Frauen und Jungfrauen
- Rote Kreuz-Medaille (Preußen), I. Klasse